# Areia (regiune)
Areia este o regiune istorică din Asia Centrală. Prima dată a fost menționată sub acest nume de către Strabon. Avea capitala în orașul Alexandria pe Areios, astăzi Herat, în Afganistan.